# Bobeck
Bobeck là một đô thị thuộc huyện Saale-Holzland, trong bang Thüringen, Đức. Đô thị Bobeck có diện tích 7,11 km².